# لشکر ۸۳ پیاده (ایالات متحده آمریکا)
لشکر ۸۳ پیاده ایالات متحده آمریکا (انگلیسی: 83rd Infantry Division) لشکر پیاده‌نظام نیروی زمینی ایالات متحده آمریکا است، که در سال ۱۹۱۷ تأسیس شد.

## جنگ جهانی اول
لشکر ۸۳ پیاده در سپتامبر ۱۹۱۷ در کمپ شرمن، اوهایو تشکیل شد و شامل سربازانی از کنتاکی، اوهایو و پنسیلوانیا بود. این لشکر شامل تیپ ۱۶۵، متشکل از هنگ‌های ۳۲۹ و ۳۳۰، و تیپ ۱۶۶، متشکل از هنگ‌های ۳۳۱ و ۳۳۲ بود. این لشکر در ژوئن ۱۹۱۸ به سمت اروپا حرکت کرد و به عنوان لشکر جایگزین دوم تعیین شد. این لشکر بیش از ۱۹۵۰۰۰ افسر و سرباز را به عنوان جایگزین سایر واحدهای فرانسه بدون شرکت در کل عملیات، فراهم کرد. برخی از واحدهای این لشکر در برخی نبردها، مانند هنگ ۳۳۲ پیاده نظام در ایتالیا، که در نبرد ویتوریو ونتو جنگید، شرکت کردند. این لشکر در اکتبر ۱۹۱۹ منحل شد.

## بین جنگ‌ها
این لشکر در ۲۴ ژوئن ۱۹۲۱ به عنوان یک لشکر ذخیره بازسازی و به ایالت اوهایو اختصاص داده شد. این ستاد در ۲۷ سپتامبر ۱۹۲۱ سازماندهی شد.

## جنگ جهانی دوم
در ۱۵ اوت ۱۹۴۲، این لشکر دوباره فعال شد و شامل هنگ‌های ۳۲۹، ۳۳۰ و ۳۳۱ بود. لشکر ۸۳ پیاده نظام، به فرماندهی سرلشکر رابرت ماکون، در ۱۶ آوریل ۱۹۴۴ به انگلستان رسید و پس از آموزش در ولز، این لشکر که در حمله متفقین به نرماندی شرکت داشت، در ۱۸ ژوئن ۱۹۴۴ در ساحل اوماها پیاده شد و در ۲۷ ژوئن وارد سنگرهای جنوب کارنتان شد. پس از شروع حمله، لشکر ۸۳ در ۲۵ ژوئیه به جاده سن لو پر رسید و با وجود مقاومت شدید، ۱۳ کیلومتر (۸ مایل) پیشروی کرد و در پایان نبرد نرماندی به پایان رسید. سپس این لشکر در عملیات کبرا به عنوان بخشی از سپاه پانزدهم ارتش سوم جنگید و بعداً در نبرد علیه خط زیگفرید شرکت کرد. در ماه نوامبر، این لشکر در نبرد جنگل هورتگن جنگید و در ماه دسامبر، در نبرد بولگه شرکت کرد. سپس این لشکر در طول عملیات نارنجک به سمت راین پیشروی کرد و بعداً در حمله متفقین غربی به آلمان، از جمله آزادسازی اردوگاه کار اجباری بوخنوالد، شرکت کرد. در طول این نبرد، ۳۱۶۱ نفر از سربازان این لشکر کشته و ۱۱۸۰۷ نفر زخمی شدند.

## پس از جنگ
از سال ۲۰۱۴، مرکز آموزش ذخیره ۸۳ ارتش ایالات متحده، سربازان را در برنامه‌های رهبری و عملکرد آموزش داده است.